# Marlenis Costa
Marlenis Costa Blanco  (ur. 30 lipca 1973 w La Palma) – kubańska siatkarka. Trzykrotna złota medalistka olimpijska.
Mierząca 177 cm wzrostu zawodniczka triumfowała na trzech olimpiadach z rzędu (1992–2000). Była także dwukrotnie, w 1994 i 1998, zwyciężczynią mistrzostw świata.